# Gonatocerus membraciphagus
Gonatocerus membraciphagus is een vliesvleugelig insect uit de familie Mymaridae. De wetenschappelijke naam is voor het eerst geldig gepubliceerd in 1935 door Ogloblin.